# Presidente del Senado de México
El presidente de la Mesa Directiva de la Cámara de Senadores es la cabeza de dicho órgano interno, encargado de conducir, administrar y representar al Senado de México. Su función principal es velar por inviolabilidad del recinto y conducir las relaciones institucionales con la Cámara de Diputados, así como con los demás Poderes de la Unión. 
El pleno del Senado elige a una persona de entre sus miembros para ocupar el cargo durante un año, es decir, durante una legislatura siempre hay tres presidentes del Senado diferentes. Su titular es garante del fuero constitucional de los senadores. 
Además, ejerce la representación protocolaria de la Cámara en el ámbito de la diplomacia parlamentaria. Al dirigir las sesiones, observa que en las actividades de la asamblea, haya equilibrio entre las libertades de los legisladores y sus grupos parlamentarios, y la eficacia en el cumplimiento de las funciones constitucionales de la Cámara; asimismo, debe hacer prevalecer el interés general de la Cámara por encima de los intereses particulares o de grupo. Únicamente el Pleno puede llamarlo a comparecer y responder por las faltas que cometa, cuando en el ejercicio de sus atribuciones se aparte de las disposiciones que las rigen. 
Una de las principales características del cargo, es la eventualidad de ser la persona en quien se deposite, de manera provisional, la Presidencia de la República; esto si al comenzar el periodo constitucional (1 de octubre del año de la elección) hubiese falta absoluta del titular del Poder Ejecutivo; desempeñará las funciones en tanto el Congreso designa al presidente interino, conforme a la Constitución.

## Facultades y deberes
Las facultades otorgadas al Presidente de la Cámara están contempladas en el artículo 67 de la Ley Orgánica del Congreso General de los Estados Unidos Mexicanos.

1. El Presidente de la Mesa Directiva es el Presidente de la Cámara y su representante jurídico; en él se expresa la unidad de la Cámara de Senadores. En su desempeño, deberá hacer prevalecer el interés general de la Cámara por encima de los intereses particulares o de grupo, para lo cual, además de las facultades específicas que se le atribuyen en el artículo anterior, tendrá las siguientes atribuciones:

- a) Abrir, prorrogar, suspender y clausurar las sesiones del Pleno;
- b) Dar curso a los asuntos y determinar los trámites que deben recaer en aquellos con que se dé cuenta a la Cámara;
- c) Conducir los debates y aplicar el Reglamento correspondiente;
- d) Firmar, junto con uno de los secretarios de la Cámara, y en su caso con el Presidente y un secretario de la Colegisladora, las leyes y decretos que expidan la Cámara de Senadores o el Congreso de la Unión, así como los acuerdos y demás resoluciones de la Cámara;
- e) Firmar la correspondencia y demás comunicaciones oficiales de la Cámara;
- f) Presidir la conducción de las relaciones del Senado en los términos que señala el inciso e), del párrafo 1 del artículo anterior; y representarlo en las ceremonias a las que concurran los titulares de los otros Poderes de la Federación o de los Poderes de la Ciudad de México, así como en las reuniones de carácter internacional, pudiendo delegar su representación en cualquiera de los otros integrantes de la Mesa Directiva;
- g) Excitar a cualquiera de las comisiones, a nombre de la Cámara, a que presenten dictamen si han transcurrido veinte días hábiles después de aquél en que se les turne un asunto, para que lo presenten en un término de diez días; si no presentaren el dictamen dentro de ese término y no mediare causa justificada, el o los proponentes podrán solicitar que se turne a otra Comisión;
- h) Exigir orden al público asistente a las sesiones e imponerlo cuando hubiere motivo para ello;
- i) Solicitar el uso de la fuerza pública en los términos establecidos en esta ley;
- j) Requerir a los senadores faltistas a concurrir a las sesiones de la Cámara y aplicar, en su caso, las medidas y sanciones procedentes conforme a lo dispuesto por los artículos 63 y 64 de la Constitución Política de los Estados Unidos Mexicanos;
- k) Dirigir las tareas de las secretarías generales, la Tesorería, las unidades administrativas y el Centro de Capacitación y Formación Permanente del servicio civil de carrera, con objeto de asegurar su buen desempeño y acordar con sus titulares los asuntos de su competencia. El Presidente de la Mesa Directiva, podrá delegar en los vicepresidentes y secretarios el ejercicio de la facultad establecida en el presente inciso, señalando expresamente, e informando al Pleno, a cuál de los integrantes de la Mesa Directiva le corresponde la función delegada;
- l) Otorgar poderes para actos de administración y para representar a la Cámara ante los tribunales en los juicios de cualquier naturaleza en que ésta sea parte;
- m) Solicitar al Presidente de la Suprema Corte de Justicia de la Nación la atención prioritaria de los juicios de amparo, controversias constitucionales o acciones de inconstitucionalidad, en términos de lo dispuesto por el artículo 94 de la Constitución Política de los Estados Unidos Mexicanos;
- n) Solicitar al Instituto Nacional Electoral la verificación del porcentaje requerido por la fracción IV del artículo 71 de la Constitución Política de los Estados Unidos Mexicanos; y
- o) Las demás que le confieran esta Ley y el Reglamento.

2. En el caso de iniciativas preferentes tendrá las siguientes atribuciones:
- a) Turnar inmediatamente la iniciativa a una o más comisiones para su análisis y dictamen;
- b) Cuando se trate del señalamiento de una iniciativa que se hubiere presentado en periodos anteriores, y esté pendiente de dictamen, notificará a las comisiones que conozcan de la misma que ha adquirido el carácter de preferente;
- c) Solicitar a la Junta de Coordinación Política que constituya e integre de manera anticipada las comisiones que dictaminarán la iniciativa o minuta con carácter de preferente;
- d) Prevenir a la comisión o comisiones, siete días naturales antes de que venza el plazo para dictaminar la iniciativa o minuta con carácter de preferente a través de una comunicación que deberá publicarse en la Gaceta; y
- e) Inmediatamente después de concluido el plazo de la comisión o comisiones para dictaminar, incluir el asunto en el Orden del Día para su discusión y votación.

El Presidente de la Cámara como encargado de la representación ante los otros poderes, normalmente acude como invitado de honor a las ceremonias del 15 y 16 de septiembre al balcón presidencial de Palacio Nacional para presenciar el Grito de Dolores y el desfile cívico-militar en compañía del Presidente de México. La Mesa Directiva y su Presidente deben ser electos por lo menos por dos terceras partes de los miembros del Senado y, una vez que sucede, el senador(a) Presidente debe asumir su cargo ante el pleno de la Cámara y deberá prestar la siguiente protesta:

Protesto guardar y hacer guardar la Constitución Política de los Estados Unidos Mexicanos y las leyes que de ella emanen, y desempeñar leal y patrióticamente el cargo de Presidente de la Mesa Directiva durante el (...) año de ejercicio de la (...) Legislatura de la Cámara de senadores que la asamblea me ha conferido, mirando en todo por el bien y prosperidad de la Unión; y si así no lo hiciere que la Nación me lo demande.

El (la) senador(a) Presidente también deberá tomar protesta a los demás integrantes de la Mesa Directiva, y en algunos casos a los senadores o senadoras suplentes si fuera necesario. El Presidente de la Mesa Directiva debe abrir y clausurar cada sesión, puede convocar a sesiones ordinarias y modificar el reglamento de la Cámara, con el apoyo de los demás miembros de la Mesa Directiva. El cargo tiene una duración de un año, que corresponde a un año de ejercicio de la Legislatura.